# Kärnavfallsfonden
Kärnavfallsfonden är en svensk statlig förvaltningsmyndighet som sorterar under Klimat- och näringslivsdepartementet. Myndigheten har till uppgift att ta emot vissa avgifter, framförallt från innehavare av kärnkraftverk, förvalta avgiftsmedlen och ordna utbetalningar efter begäran från Riksgälden. Avgiften tas normalt ut som en avgift per producerad kWh i kärnkraftverken. 
Avgifterna ska bland annat räcka till  
- kostnaderna för de anläggningar för att ta hand om kärnavfall som är i drift idag, till exempel CLAB och SFR
- de framtida kostnaderna för rivning av samtliga svenska kärnkraftverk, där rivningen av Barsebäck redan påbörjats
- kostnader för forskning och utveckling, planering och tillståndsprocess för det kommande slutförvaret för långlivat radioaktivt avfall som planeras byggas i Forsmark
- kostnader för uppförande, drift och slutlig förslutning av detta slutförvar för långlivat radioaktivt avfall.

Kvarvarande kostnader är uppskattade till 110 miljarder kronor i 2019 års penningvärde. 
Det finns osäkerheter förenade med att bestämma storleken på avgiften, då den ska täcka kostnader för delvis oprövad teknik. Ytterligare en osäkerhet är att kostnaderna faller ut under en tidsperiod på åtskilliga decennier, och därför påverkas av antaganden om avkastning på fonderade medel och allmän kostnadsutveckling i samhället. Därför bestämmer regeringen ett kompletteringsbelopp, en garanti och som skall ställas ut av tillståndsinnehavarna.
Tidigare utredde Strålsäkerhetsmyndigheten kostnaderna och redovisade till regeringen ett förslag på kärnavfallsavgifter för en kommande tidsperiod.
I oktober 2017 levererades en sådan utredning av Strålsäkerhetsmyndigheten  där sedan regeringen i december 2017 beslutade om avgifterna för perioden 2018–2020.(Se länken för detaljerad information) Den 29 september 2020 lämnade Riksgälden in ett förslag om avgifter och garantier till regeringen som kommer att fatta beslut om detta i december. 
Kärnavfallsfonden hade ett värde av 74 594 miljoner kronor 2019-12-31. 